# Марине Петросјан
Марине Петросјан (јерменски:Մարինե Պետրոսյան, Mariné Petrossian) јерменска је песникиња, есејиста и колумниста.

## Песникиња
Почетак књижевне каријере Марине Петросјан се десио у време распада Совјетског Савеза. Њена прва књига је објављена у Јеревану 1993. године, само две године након што је бивша совјетска република Јерменија постала независна.
Песме из ове књиге превео је Вахе Годел на француски, а 1995. француска издавачка кућа  објавила је дело Марине Петросјан под називом „Ја ћу донети камење” J’apporterai des pierres. Охрабрена успехом књиге (позитивна критика, између осталог, објављена је у Монду) издавачка кућа Editions Comp’Act ускоро је објавила и другу књигу Марине Петросјан, „Ереван”, 2003. године.
Од тада, Петросјан је објавила још четири тома поезије у Јерменији.
Током 2015. године, аргентинска издавачка кућа  објавила је њену књигу „Пуцао је” Disparó el arma, која садржи песме преведене на шпански од стране Алис Тер-Гевондијан. Промоција књиге одржана је у Народној библиотеци Аргентине и угледни лист Página/12 позвао је Марине Петросјан на интервју.
Петросјан је Аутор стажиста у уметничкој резиденцији Ђераси, у Вудсајду, Калифорнија, како Уметник лауреат Унескове-Ашберг стипендије (2005); у Q21, у Музејској четврти у Бечу (2013); као и у Интернационалном центру за уметности Оми, Њујорк (2015).
Марине Петросјан самостално преводи своју поезију на енглески језик. Неки од њених превода могу се наћи у „Транскрипту”, европској онлајн бази података међународних књижевних дела, као и у „Девијацији”, антологији савремене јерменске књижевности

## Есејиста
Есеј под називом „Антипоезија, или Када песник не тражи алиби” покренуо је интензивне дискусије у јерменским књижевним круговима. У овом есеју, Петросјан говори о „антипоезији” - поезији која не изгледа као поезија и која изазива преовлађујући појам поезије - за коју се тврди да је водећи правац у савременој јерменској поезији.
Марине Петросјан је изузетно позната у Јерменији и као колумниста. Током 2007-2009, у периоду напетих политичких дешавања пре и после јерменских председничких избора 2008. године, водила је недељну колумну у новинама Хаикакан јаманак (Јерменски Тајмс), главном опозиционом листу. Њени есеји о политичким питањима дана имали су значајно велики број читалаца и створили су од ње јавну личност у Јерменији. Многи ТВ програми позвали су је да коментарише о јавним питањима. Ови есеји касније су сакупљени у њеној књизи „Црвени постер” (2011). Године 2007, Петросјан је добила награду Тигран Хајрапетјан за есеј „Зашто рату нема краја”.

## Дела
- Բանաստեղծություններ, առաջին գիրք (Песме, Прва књига) Cossu, 1993
- J’apporterai des pierres, Editions Comp’Act, 1995, coll. Morani. 1995.  978-2-87661-117-7.
- Կանոնական պատմություններ (Канонске приче), Zangak publishers, 1998
- Erevan, Editions Comp’Act, coll. Polygraphe. 2003.  978-2-87661-269-3.
- Հայաստանի ծովափին (На јерменској обали), actual art publishers. 2006.  978-99941-801-1-0.
- Una vegada a l’hivern (Песме Марине Петросјан и Тиграна Паскевичјана на каталонском језику), Institució de les Lletres Catalanes. 2008.  978-84-96716-95-7.
- Կարմիր աֆիշ (Црвени постер) actual art publishers. 2011.  978-9939-816-22-7.
- Սալաթ կրակոցներով (Салата са пуцњима) actual art publishers. 2011.  978-9939-816-23-4.
- Ատրճանակը կրակեց (Пиштољ је опалио), actial art publishers. 2014.  978-9939-816-54-8.
- Disparó el arma, audisea. 2015.  978-987-45617-2-5.